# Milan Odehnal
Milan Odehnal (15. prosince 1932 Lípa – 17. září 1988 Praha) byl český fyzik, zabývající se fyzikou nízkých teplot, např. jadernou magnetickou rezonancí, slabou supravodivostí a SQUIDy. Jeho jméno nese cena, kterou od roku 1993 v (téměř) dvouletém rytmu uděluje Česká fyzikální společnost (fyzikální sekce JČMF) mladým vědcům za jejich výzkumné výsledky.

## Život
Po studiích na prostějovském gymnáziu se vypravil na přírodovědeckou fakultu University Jana Evangelisty Purkyně, kde završil své vzdělání v roce 1956, a následně vstoupil do pracovního poměru na Ústavu jaderné fyziky ČSAV v Řeži u Prahy. Během své vědecké kariéry dosáhl úrovně vedoucího vědeckého pracovníka, kromě ČSSR působil i v Saclay, Glasgow a v Sovětském svazu. Pracoval současně jako experimentátor i teoretik a mimo fyziku se zajímal i o matematiku, biologii, kosmologii a fyziologii. Zemřel po krátké nemoci v roce 1988, zanechav po sobě dopsanou, nicméně nevydanou knihu o slabé supravodivosti.